# Sascab

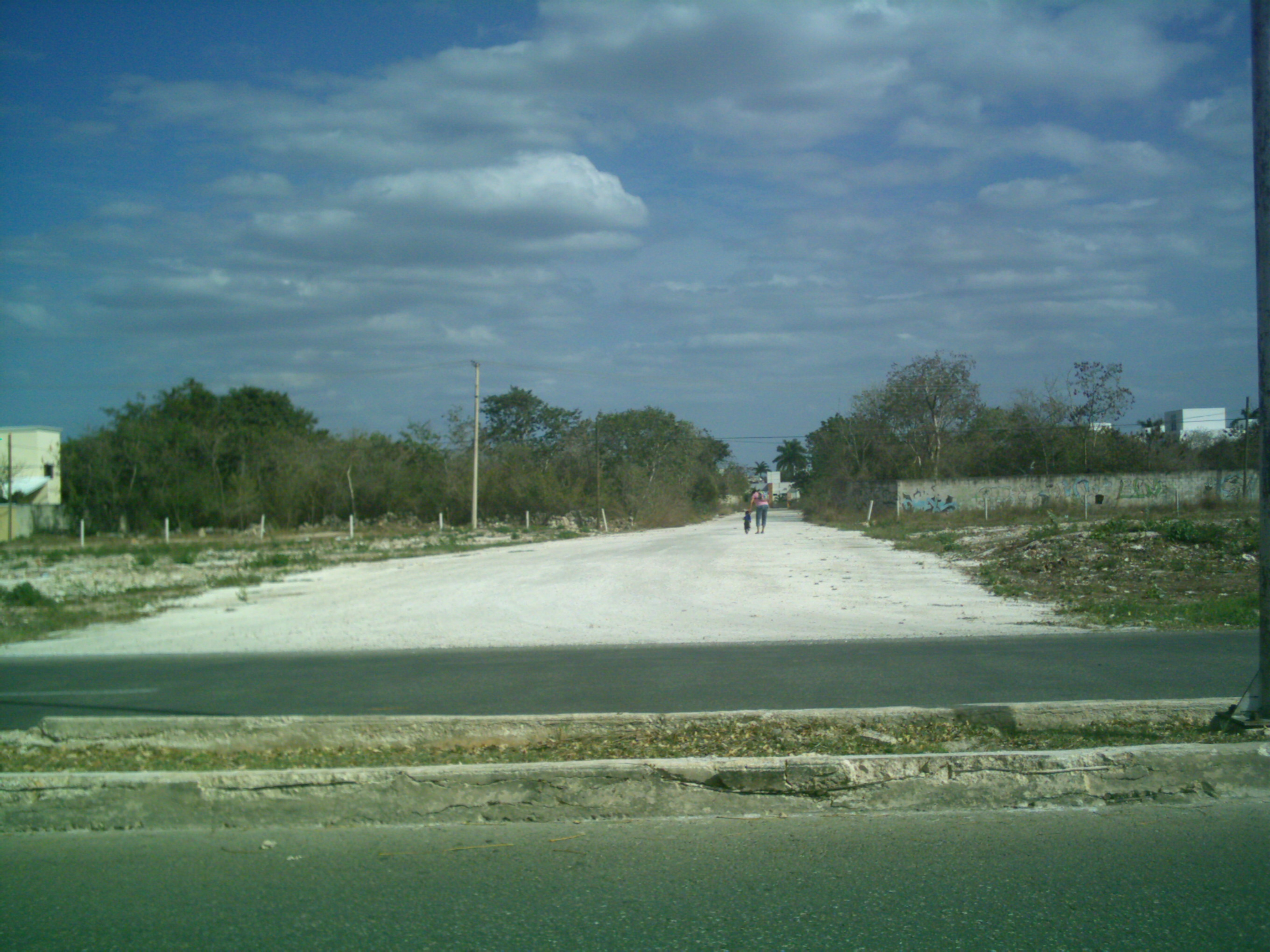
Este camino es un terraplén hecho a base de sascab compactado, posteriormente se le agregará una carpeta asfáltica para faciltar el tránsito de vehículos.

Sascab (Saskab) (del maya: Sajkab o saskab ‘tierra blanca’) es el término de origen maya que se utiliza en la Península de Yucatán para denominar al material usado para preparar mezclas para la construcción. Se trata de una roca calcárea deleznable, descrita como «caliza descompuesta», «brecha», o «mezcla de cal usada por los mayas». Los yacimientos abundantes de este material en Yucatán se llaman Saskaberas.
Fue utilizado en la edificación como mortero en reemplazo de la cal, ya que podía emplearse sin necesidad de calcinarlo en hornos, y en la construcción de los famosos caminos que enlazaron a las ciudades mayas de la antigüedad: los sacbeob (plural de sacbé) (caminos blancos) en la civilización maya de Mesoamérica. 
En la cerámica el término también se aplica a mezclas (con arcilla y agua) del material finamente tritutado.
Según la escritora Jeanine Kitchel, el explorador Edward Herbert Thompson encontró a principios del siglo XX canteras cerca de Chichén Itzá con venas trabajadas de sascab.
Actualmente el "sascab" es empleado como material de relleno en edificaciones y terraplenes. Cuando es molido finamente se denomina "polvo de piedra" en sustitución de arena en morteros. La partículas finas obtenidas del cernido del mismo sirven para preparar masillas para estucos.